# FK Etar 1924 Weliko Tarnowo
Der FK Etar 1924 (bulgarisch футболен клуб Етър 1924) war ein bulgarischer Fußballverein aus der Stadt Weliko Tarnowo. Der Klub wurde 2002 gegründet und bestand bis zum 8. Mai 2013.

## Geschichte
Der Klub bekam die Lizenz von Botev Debelec. In der Saison 2010/11 schaffte der Verein mit dem neuen Manager Velin Kefalov den 3. Platz in der zweiten Liga der B Grupa West. Da Tschernomorez Pomorie keine Lizenz für die nächste Saison bekam, durfte Etar die Aufstiegs-Playoffs gegen Swetkawiza Targowischte spielen. Dort verlor man aber mit 1:3.
In der Saison 2011/12 gewann man die Meisterschaft in der zweiten Liga und stieg somit nach längerer Zeit wieder in die A Grupa auf. Im folgenden Jahr kam trotz des guten Saisonbeginns die finanzielle Unsicherheit. Im Mai 2013, vier Spieltage vor Ende der Saison, stellte der Verein den Spielbetrieb ein.